# Leucinodes impuralis
Leucinodes impuralis là một loài bướm đêm trong họ Crambidae.